# Sveti Petar na Moru
Sveti Petar na Moru es una localidad de Croacia en el ejido del municipio de Sveti Filip i Jakov, condado de Zadar.

## Geografía
Se encuentra a una altitud de 4 m s. n. m. a 302 km de la capital nacional, Zagreb.

## Demografía
En el censo 2011 el total de población de la localidad fue de 403 habitantes.
| Gráfica de población de Sveti Petar na Moru 1857-2011               |
|                                                                     |
| Según los censos de población de la oficina estadística de Croacia. |